# 中国蓝田
中国蓝田总公司是中華人民共和國一家與農業有關的公司，經營領域多元。

## 歷史
1989年，中国蓝田总公司在北京成立，创始人是瞿兆玉。1992年10月，沈阳蓝田股份有限公司（藍田股份）成立。1994年8月，沈阳市批准蓝田股份作为农业企业，據稱归口中華人民共和國农业部管理。1996年，蓝田股份上市。後來該公司卷入藍田金融事件。1999年，中國证监会表示蓝田股份上市存在造假行为。2002年，蓝田因财务造假等原因退市，而且中华人民共和国农业部官员還向中国证券报表示，农业部与蓝田没有关系。2020年，中国蓝田计划借道东方金钰回归A股，並自称“农业部主管的全民所有制企业”，這一表述被當局認為是虚假欺騙，並且也遭到网易清流工作室、澎湃新聞等媒體質疑。最终公司及相关当事方被罚款160万元。

## 外部連結
- 官方网站